# Всеросійський перепис населення (2010)
Всеросійський перепис населення 2010 року (рос. Всероссийская перепись населения 2010 года) — перший перепис населення Росії з 2002 року і другий у її пострадянській історії. Підготовка до перепису почалася в 2007 році. Основний тур перепису пройшов з 14 по 25 жовтня 2010, в окремих місцях перепис проводився з 1 квітня по 20 грудня 2010. Мета переписної кампанії — збір відомостей про осіб, що знаходяться на певну дату на території Російської Федерації. Підготовка до проведення перепису була розпочата в 2007 році. Обробка отриманих відомостей, формування підсумків, їх публікація і поширення були здійснені в 2010–2013 роках.
Перепис проводився на всій території Російської Федерації за єдиною державною статистичною методологією для отримання узагальнених демографічних, економічних і соціальних відомостей.
Організатором перепису була Федеральна служба державної статистики.

## Історія
Перепис планувався на жовтень 2010, але був перенесений на 2013 нібито з фінансових причин, хоча були припущення, що таке рішення прийняте з політичних мотивів.Однак наприкінці 2009 уряд Росії виділив 10,5 млрд рублів для того, щоб провести перепис як спочатку планувалося (у жовтні 2010).